# Lucas Javier Godoy
Lucas Javier Godoy (Salta, 25 de marzo de 1982) es un abogado y político argentino
. Se desempeñó como Diputado Nacional dentro del bloque del Frente de Todos por la Provincia de Salta en la Cámara de Diputados de la Nación Argentina.

## Biografía

### Vida personal
Lucas Javier Godoy nació el 25 de marzo de 1982 en la Ciudad de Salta, capital departamental del Departamento de la Capital. Es hijo del expresidente de la Cámara de Diputados de la Provincia de Salta, Manuel Santiago Godoy. Tiene tres hermanos, está casado y desde el año 2016 es padre.
Estudió abogacía y tiene un diplomado en derecho parlamentario y técnica legislativa de la Universidad San Pablo-T.

## Carrera política

### Diputado Provincial
Lucas Godoy en el año 2011 fue por primera vez candidato a un cargo electivo. Acompañó en segundo lugar a Guido Giacosa en la categoría de diputados provinciales dentro del Partido Justicialista de Salta. En las Elecciones la lista del PJ saldría segunda en la categoría de diputados provinciales solo por detrás del Partido Conservador Popular que lograría 51.377 votos contra los 50.812 obtenidos por la lista de Giacosa y Godoy. De todas maneras los resultados logrados le permitieron al PJ de la capital salteña obtener tres de las nueve bancas en juego, siendo Lucas Godoy elegido para el cargo durante el periodo 2011-2015.
En el año 2015 buscó renovar su banca dentro de las filas del Partido Justicialista. En las PASO le tocó enfrentarse contra otros cinco precandidatos a diputados provinciales, entre ellos Giacosa que había encabezado la lista por la cual Godoy ingresó a la Cámara de Diputados de la Provincia de Salta en 2011. En las internas se impuso como el candidato con más votos con un total de 22.237 votos que superaron al perseguidor más inmediato, Eduardo Sylvester, que contaba con 15.584 votos. Una vez proclamado como candidato a diputado provincial, Godoy saldría tercero en las elecciones generales por detrás del candidato del Frente Romero+Olmedo y detrás de la lista del PRO encabezada por Martín de los Ríos. El primero sacaría 62.749 votos y obtendría tres bancas para el espacio mientras que el PRO obtendría un total de 37.418 votos que significaban una sola banca al igual que los 36.594 votos de Godoy que le permitieron renovar su mandato pero perder dos escaños respecto a los resultados obtenidos cuatro años atrás.
En sus ocho años como diputado provincial Godoy supo presentar más de cien proyectos, solo en su primer año como diputado presentó 15 proyectos de ley como autor, 8 como coautor, 16 de declaración y 17 de resolución. Entre sus proyectos más destacados se encuentra el de la extensión de las licencias de maternidad y paternidad, la creación del observatorio de violencia contra la mujer y la creación del Sistema provincial de Protección Integral para Personas Trasplantadas. En cinco ocasiones fue distinguido como el diputado que más proyectos presentó en la cámara.

### Diputado Nacional
En el año 2019 Godoy buscó lograr una banca como diputado nacional dentro de las filas del Frente de Todos siendo acompañado en segundo lugar por Noelia Bonetto En las PASO, la lista encabezada por Godoy logró 174.725 votos contra los 121.120 votos sacados por la otra lista, encabezada por el sindicalista Jorge Guaymás y secundada por Verónica Caliva. Con esos resultados las listas se mixturaron por el sistema D´Hondt y Godoy continuó encabezando pero ahora secundado por Caliva en lugar de Bonetto. En las elecciones generales  del 2019 Godoy ganó en la categoría con un total de 309.963 votos contra los 235.481 que sacó el rival más próximo, Miguel Nanni de Juntos por el Cambio. Los resultados obtenidos significaron un total de dos escaños para la lista y Godoy y Caliva juraron como diputados nacionales en diciembre del 2019.
En 2023 Godoy en un primer momento decidió buscar un lugar en la cámara baja provincial siendo candidato a diputado provincial por la capital en primer término en la lista de Entre Todos que llevaba al binomio Wayar-Mizzau para la gobernación. Godoy obtuvo 12.503 votos. Buscó renovar como diputado nacional acordando en las internas del partido Justicialista junto a otros los dirigentes para rl tercer lugar de una de las listas de la interna del ex Frente de Todos. Por delante de él se ubicaron Pablo Outes y Yolanda Vega. Además tuvieron que competir contra las listas de Ramón Villa-Verónica Caliva y la del partido Felicidad lo que llevó a que en las elecciones generales Lucas fuese candidato suplente en primer término.